# 1995 WZ4
1995 WZ4 är en asteroid i huvudbältet som upptäcktes den 24 november 1995 av den japanska astronomen Takao Kobayashi vid Ōizumi-observatoriet.
Asteroiden har en diameter på ungefär 3 kilometer och den tillhör asteroidgruppen Nysa.